# Jemimaville
Jemimaville is een dorp ongeveer 7 kilometer ten westen van Cromarty en ongeveer 3 kilometer ten zuiden van Invergordon op het schiereiland Black Isle in de Schotse lieutenancy Ross and Cromarty in het raadsgebied Highland met ongeveer 50 inwoners.